# Lantosfalva
Lantosfalva (németül: Bubendorf) Pörgölény nagyközség része Ausztriában, Burgenland tartományban, a Felsőpulyai járásban.

## Fekvése
Felsőpulyától 17 km-re délnyugatra fekszik.

## Története
A települést 1300 körül Léka urai a Németújvári grófok alapították. Eredeti neve Latorfalva volt, mely a lantjátékost jelentő Lator, Loter személynévből származik. Első írásos említése 1390-ben "Lachofalva" néven történt, amikor Luxemburgi Zsigmond király Lantosfalvát 12 másik, a lékai uradalomhoz tartozó faluval együtt a Kanizsai családnak adta. 1397-ben "Lathorfalva" illetve "Puebendorff" alakban szerepel a magyar forrásokban. Később "Lantosfalva, Spielmannsdorf" névváltozatokban is szerepel. Egyházilag Pörgölény plébániájához tartozott. Az 1519-es urbárium név szerint is felsorolja lakóit (Johannes Suelyor, Johannes, Georgius és Coloman Thorma, Johannes Gloocz, Johannes Pocz, Petrus Kys, Vitus Varga, Luchas és Georgius Puhar, valamint Georgius és Martinus Sulkos). Ez alapján a lakosság jelentős része ekkor még magyar volt.
1528 és 1660 között Lantosfalvát Németgyiróttal és Salamonfalvával együtt a földesúr  által állított bíró irányította. 1532-ben a falut elpusztították a Kőszeg várát ostromló törökök tatár segédhadai. 1535-től 1671-ig a lékai uradalom ura a Nádasdy család volt. 1580 körül lakói a reformáció hatására evangélikusok lettek, a katolikus plébániát csak 1652-ben szervezték újjá. 1605-ben Bocskai hajdúi égették fel. Ennek következtében a korábbi 14 negyedtelkes jobbágy és 5 zsellércsaládból a pusztítás után 4 jobbágy és egy zsellércsalád maradt. 1639-ben a faluban 20 féltelkes, 3 harmadtelkes és 12 negyedtelkes jobbágy, valamint 5 zsellércsalád élt. Ez mintegy 40 házat jelent. 1649 és 1675 között a település a stájer Speidl nemesi család zálogbirtoka volt. Az 1661-es urbárium szerint 5 féltelkes, 5 harmadtelkes és 34 negyedtelkes jobbágy (összesen 12 és 2/3 szesszió) és 7 zsellérháza volt, ezenkívül a Pestnlehner család malma működött itt. 1652-ben a birtokos Nádasdy Ferenc újra felvette a katolikus vallást és birtokainak jobbágyai is visszatértek az ősi hitre. 1675-ben a lékai uradalom és vele együtt a falu birtokosa a herceg Esterházy család lett.
1700 körül a falu életében gazdasági visszaesés következett, 1702-ben a házak fele, 1744-ben már kétharmada lakatlan volt. A visszaesés fő okai a kuruc háborúk, valamint a pestis és kolerajárványok voltak. 1732-ben a mai templom helyén Szent Anna tiszteletére szentelt kápolnát építettek.  1780-ban a faluban 36 negyedtelkes jobbágy és két zsellércsalád, összesen 280 lakos élt.  1800-ban felépült a falu első iskolája, melyet 1802-ben említ először okirat. A mai templomot 1810 és 1812 között építették a Szent Anna kápolna helyén és Szent Flórián tiszteletére szentelték fel. 1828-ban a faluban 45 ház mellett, az iskola, a magtár és a templom állt.
Fényes Elek szerint "Bubendorf, német falu, Vas vgyében, a Gyöngyös mellett, 330 kath. lak. elég erdővel. F. u. h. Eszterházy. Ut. p. Kőszeg."
1866. október 4-én és 1872. február 8-án a tűzvészekben a falu nagy része leégett. Ezt követően sok lakója vándorolt ki Amerikába. Önkéntes tűzoltóegyletét 1890-ben alapították. Ekkor 61 ház állt a településen 324 lakossal.
Vas vármegye monográfiája szerint "Lantosfalva házainak száma 57, a lakosoké 328. A községet r. kath. vallású németek lakják. Postája Pörgölin, távírója Léka. Kath. temploma 1812-ben épült."
1900-ban felépült a tűzoltószerház. 1910-ben 316, túlnyomórészt német lakosa volt. Az első világháborúból 10 lantosfalvi lakos nem tért vissza. A trianoni békeszerződésig Vas vármegye Kőszegi járásához tartozott. 1921-ben Ausztria Burgenland tartományának része lett. A bevonuló osztrák csendőröket azonban a magyar szabadcsapatok szeptember 5-én egészen Kirchsclagig nyomták vissza és hosszas ellenállás után csak november 27-én tudták a települést birtokba venni. A második világháborúból 20 helyi lakos nem tért haza. Az orosz csapatok 1945. március 30-án szállták meg a falut. 1948 és 1952 között újra működött a község barnaszénbányája. 1955-ben kivonultak az orosz csapatok, felépült az új tűzoltószerház új házak is épültek. 1964-ig kiépült a vízvezeték, 1966-ig pedig a csatornahálózat. 1966-ban bezárták a helyi iskolát, a gyerekek ettől kezdve Pörgölénybe jártak iskolába. 1971-ben Pörgölény,  Kőpatak, Kúpfalva, Lantosfalva, Létér, Németgyirót és Salamonfalva települések Pörgölény nagyközségben egyesültek.

## Nevezetességei
Szent Flórián tiszteletére szentelt római katolikus temploma 1812-ben épült.

## Külső hivatkozások
- Pörgölény hivatalos oldala